# 조기 양막 파열
조기 양막 파열(早期羊膜破裂, premature rupture of membranes, PROM, pre-labor rupture of membranes) 또는 조기파수(早期破水)는 임신 중 발생할 수 있는 질병의 하나이다. 분만이 시작되기 전 1시간 이상에 걸쳐 양막이 파수되는 것을 뜻하는 양막 파열의 일종으로 정의된다.
조기 양막 파열이 있는 여성은 질에서 액체가 통증없이 흘러나오는 것을 경험하는 것이 보통이며 천천히, 그리고 꾸준히 유출되는 경우도 종종 있다.
38째 주 즈음 또는 그 이후에 (재태기간이 끝나는) 조기 양막 파열이 발생하면 태아와 어미는 합병증 위험이 대단히 커진다. 조기 양막 파열은 모든 조산의 1/3을 차지하며 조산된 아이(37세 이전)는 사망을 포함한 조숙 합병증으로 인해 고통을 받을 수 있다.

## 관리
|                                    | 태아 나이 | 관리 |
| ---------------------------------- | --------- | --- |
| 만기                               | > 37주    | - 분만 유도 - GBS 전이 방지가 필요할 경우 항생제 복용 |
| 후기 조산                          | 34–36주   | - 만기와 동일 |
| 조산                               | 24–33주   | - 주의 깊은 대기 (기대 요법) - 분만 시작을 방지하는 자궁수축억제제 - 34주 전에 코르티코스테로이드의 한 차례 투여 (12~24시간 별로 2번 별도 투여) - GBS 전이 방지가 필요한 경우 항생제 복용 |
| 자궁 밖에서 생존할 수 있게 되기 전 | < 24주    | - 환자는 주의 깊은 대기 또는 분만 유도를 협의한다 - 금지: 잠재 항생물질, 코르티코스테로이드, 자궁수축억제제, MgSO4                                                                        |